# Svetovno prvenstvo v hokeju na ledu 1953
Svetovno prvenstvo v hokeju na ledu 1953 je bilo dvajseto Svetovno prvenstvo v hokeju na ledu. Potekalo je med 7. in 15. marcem 1953 v Zürichu in Baslu, Švica. Zlato medaljo je osvojila švedska reprezentanca, srebrno zahodnonemška, bronasto pa švicarska, v konkurenci devetih reprezentanc, razdeljenih po kakovosti v skupini A in B.

## Dobitniki medalj
| Zlato | Srebro | Bron |
| ŠvedskaThord Flodqvist Hans Isaksson Göte Almqvist Åke Andersson Lars Björn Rune Johansson Sven Thunman Hans Tvilling Stig Tvilling Göte Blomqvist Sigurd Bröms Stig Carlsson Erik Johansson Gösta Johansson Rolf Pettersson Sven Tumba Hans Öberg | Zahodna NemčijaAlfred Hoffmann Ulrich Jansen Martin Beck Anton Biersack Bruno Gutowski Karl Bierschel Kurt Sepp Xaver Unsinn Georg Guggemos Otto Brandenburg Markus Egen Walter Kremeshoff Fritz Poitsch Karl Enzler Dieter Niess Hans Rampf | ŠvicaHans Bänninger Martin Riesen Emil Handschin Rudolf Keller Silvio Rossi Armin Schütz Hans-Martin Trepp Uli Poltera Gebi Poltera Walter Dürst Otto Schläpfer Otto Schubiger Françis Blank Michael Wehrli Gian Bazzi |

## Tekme

### Skupina A
| 7. marec 1953 | Češkoslovaška | 11:3 | Zahodna Nemčija | Basel, Švica |

| Poročilo tekme      | Poročilo tekme | Poročilo tekme | Poročilo tekme | Poročilo tekme |
| ------------------- | -------------- | -------------- | -------------- | -------------- |
| Začetek: ni podatka |                |                |                |                |

| 7. marec 1953 | Švica | 2:9 | Švedska | Zürich, Švica |

| Poročilo tekme      | Poročilo tekme | Poročilo tekme | Poročilo tekme | Poročilo tekme |
| ------------------- | -------------- | -------------- | -------------- | -------------- |
| Začetek: ni podatka |                |                |                |                |

| 8. marec 1953 | Švica | 4:9 | Češkoslovaška | Basel, Švica |

| Poročilo tekme      | Poročilo tekme | Poročilo tekme | Poročilo tekme | Poročilo tekme |
| ------------------- | -------------- | -------------- | -------------- | -------------- |
| Začetek: ni podatka |                |                |                |                |

| 8. marec 1953 | Švedska | 8:6 | Zahodna Nemčija | Zürich, Švica |

| Poročilo tekme      | Poročilo tekme | Poročilo tekme | Poročilo tekme | Poročilo tekme |
| ------------------- | -------------- | -------------- | -------------- | -------------- |
| Začetek: ni podatka |                |                |                |                |

| 10. marec 1953 | Švedska | 5:3 | Češkoslovaška | Basel, Švica |

| Poročilo tekme      | Poročilo tekme | Poročilo tekme | Poročilo tekme | Poročilo tekme |
| ------------------- | -------------- | -------------- | -------------- | -------------- |
| Začetek: ni podatka |                |                |                |                |

| 10. marec 1953 | Švica | 3:2 | Zahodna Nemčija | Zürich, Švica |

| Poročilo tekme      | Poročilo tekme | Poročilo tekme | Poročilo tekme | Poročilo tekme |
| ------------------- | -------------- | -------------- | -------------- | -------------- |
| Začetek: ni podatka |                |                |                |                |

| 12. marec 1953 | Švica | 1:9 | Švedska | Basel, Švica |

| Poročilo tekme      | Poročilo tekme | Poročilo tekme | Poročilo tekme | Poročilo tekme |
| ------------------- | -------------- | -------------- | -------------- | -------------- |
| Začetek: ni podatka |                |                |                |                |

| 12. marec 1953 | Češkoslovaška | 9:4 | Zahodna Nemčija | Zürich, Švica |

| Poročilo tekme      | Poročilo tekme | Poročilo tekme | Poročilo tekme | Poročilo tekme |
| ------------------- | -------------- | -------------- | -------------- | -------------- |
| Začetek: ni podatka |                |                |                |                |

| 13. marec 1953 | Švedska | 12:2 | Zahodna Nemčija | Zürich, Švica |

| Poročilo tekme      | Poročilo tekme | Poročilo tekme | Poročilo tekme | Poročilo tekme |
| ------------------- | -------------- | -------------- | -------------- | -------------- |
| Začetek: ni podatka |                |                |                |                |

| 15. marec 1953 | Švica | 3:7 | Zahodna Nemčija | Basel, Švica |

| Poročilo tekme      | Poročilo tekme | Poročilo tekme | Poročilo tekme | Poročilo tekme |
| ------------------- | -------------- | -------------- | -------------- | -------------- |
| Začetek: ni podatka |                |                |                |                |

#### Lestvica
OT-odigrane tekme, z-zmage, n-neodločeni izidi, P-porazi, DG-doseženo goli, PG-prejeti goli, GR-gol razlika, T-točke.
| # | Reprezentanca   | OT   | Z    | N    | P    | DG   | PG   | GR   | T    |
| - | --------------- | ---- | ---- | ---- | ---- | ---- | ---- | ---- | ---- |
| 1 | Švedska         | 4    | 4    | 0    | 0    | 38   | 11   | +27  | 8    |
| 2 | Zahodna Nemčija | 4    | 1    | 0    | 3    | 17   | 26   | -9   | 2    |
| 3 | Švica           | 4    | 1    | 0    | 3    | 9    | 27   | -18  | 2    |
| 4 | Češkoslovaška   | umik | umik | umik | umik | umik | umik | umik | umik |

### Skupina B
Švicarska B reprezentanca je bila izven konkurence.
| 7. marec 1953 | Italija | 9:5 | Avstrija | Zürich, Švica |

| Poročilo tekme      | Poročilo tekme | Poročilo tekme | Poročilo tekme | Poročilo tekme |
| ------------------- | -------------- | -------------- | -------------- | -------------- |
| Začetek: ni podatka |                |                |                |                |

| 7. marec 1953 | Švica B | 1:6 | Združeno kraljestvo | Basel, Švica |

| Poročilo tekme      | Poročilo tekme | Poročilo tekme | Poročilo tekme | Poročilo tekme |
| ------------------- | -------------- | -------------- | -------------- | -------------- |
| Začetek: ni podatka |                |                |                |                |

| 8. marec 1953 | Avstrija | 5:3 | Nizozemska | Basel, Švica |

| Poročilo tekme      | Poročilo tekme | Poročilo tekme | Poročilo tekme | Poročilo tekme |
| ------------------- | -------------- | -------------- | -------------- | -------------- |
| Začetek: ni podatka |                |                |                |                |

| 8. marec 1953 | Švica B | 7:1 | Francija | Zürich, Švica |

| Poročilo tekme      | Poročilo tekme | Poročilo tekme | Poročilo tekme | Poročilo tekme |
| ------------------- | -------------- | -------------- | -------------- | -------------- |
| Začetek: ni podatka |                |                |                |                |

| 10. marec 1953 | Združeno kraljestvo | 8:4 | Nizozemska | Zürich, Švica |

| Poročilo tekme      | Poročilo tekme | Poročilo tekme | Poročilo tekme | Poročilo tekme |
| ------------------- | -------------- | -------------- | -------------- | -------------- |
| Začetek: ni podatka |                |                |                |                |

| 10. marec 1953 | Švica B | 1:2 | Italija | Zürich, Švica |

| Poročilo tekme      | Poročilo tekme | Poročilo tekme | Poročilo tekme | Poročilo tekme |
| ------------------- | -------------- | -------------- | -------------- | -------------- |
| Začetek: ni podatka |                |                |                |                |

| 11. marec 1953 | Avstrija | 8:1 | Francija | Zürich, Švica |

| Poročilo tekme      | Poročilo tekme | Poročilo tekme | Poročilo tekme | Poročilo tekme |
| ------------------- | -------------- | -------------- | -------------- | -------------- |
| Začetek: ni podatka |                |                |                |                |

| 11. marec 1953 | Italija | 7:0 | Nizozemska | Basel, Švica |

| Poročilo tekme      | Poročilo tekme | Poročilo tekme | Poročilo tekme | Poročilo tekme |
| ------------------- | -------------- | -------------- | -------------- | -------------- |
| Začetek: ni podatka |                |                |                |                |

| 12. marec 1953 | Združeno kraljestvo | 8:3 | Francija | Basel, Švica |

| Poročilo tekme      | Poročilo tekme | Poročilo tekme | Poročilo tekme | Poročilo tekme |
| ------------------- | -------------- | -------------- | -------------- | -------------- |
| Začetek: ni podatka |                |                |                |                |

| 13. marec 1953 | Združeno kraljestvo | 3:0 | Avstrija | Basel, Švica |

| Poročilo tekme      | Poročilo tekme | Poročilo tekme | Poročilo tekme | Poročilo tekme |
| ------------------- | -------------- | -------------- | -------------- | -------------- |
| Začetek: ni podatka |                |                |                |                |

| 13. marec 1953 | Švica B | 7:5 | Nizozemska | Basel, Švica |

| Poročilo tekme      | Poročilo tekme | Poročilo tekme | Poročilo tekme | Poročilo tekme |
| ------------------- | -------------- | -------------- | -------------- | -------------- |
| Začetek: ni podatka |                |                |                |                |

| 14. marec 1953 | Italija | 5:2 | Francija | Basel, Švica |

| Poročilo tekme      | Poročilo tekme | Poročilo tekme | Poročilo tekme | Poročilo tekme |
| ------------------- | -------------- | -------------- | -------------- | -------------- |
| Začetek: ni podatka |                |                |                |                |

| 14. marec 1953 | Švica B | 8:2 | Avstrija | Basel, Švica |

| Poročilo tekme      | Poročilo tekme | Poročilo tekme | Poročilo tekme | Poročilo tekme |
| ------------------- | -------------- | -------------- | -------------- | -------------- |
| Začetek: ni podatka |                |                |                |                |

| 15. marec 1953 | Nizozemska | 8:3 | Francija | Basel, Švica |

| Poročilo tekme      | Poročilo tekme | Poročilo tekme | Poročilo tekme | Poročilo tekme |
| ------------------- | -------------- | -------------- | -------------- | -------------- |
| Začetek: ni podatka |                |                |                |                |

| 15. marec 1953 | Italija | 3:2 | Združeno kraljestvo | Zürich, Švica |

| Poročilo tekme      | Poročilo tekme | Poročilo tekme | Poročilo tekme | Poročilo tekme |
| ------------------- | -------------- | -------------- | -------------- | -------------- |
| Začetek: ni podatka |                |                |                |                |

#### Lestvica
OT-odigrane tekme, z-zmage, n-neodločeni izidi, P-porazi, DG-doseženo goli, PG-prejeti goli, GR-gol razlika, T-točke.
| # | Reprezentanca       | OT | Z | N | P | DG | PG | GR  | T  |
| - | ------------------- | -- | - | - | - | -- | -- | --- | -- |
| 1 | Italija             | 5  | 5 | 0 | 0 | 26 | 10 | +16 | 10 |
| 2 | Združeno kraljestvo | 5  | 4 | 0 | 1 | 24 | 11 | +13 | 8  |
|   | Švica B             | 5  | 3 | 0 | 2 | 24 | 13 | +11 | 6  |
| 3 | Avstrija            | 5  | 2 | 0 | 3 | 20 | 24 | -4  | 4  |
| 4 | Nizozemska          | 5  | 1 | 0 | 4 | 20 | 30 | -10 | 2  |
| 5 | Francija            | 5  | 0 | 0 | 5 | 10 | 36 | -26 | 0  |

## Končni vrstni red
1. Švedska
2. Zahodna Nemčija
3. Švica
4. Češkoslovaška
5. Italija
6. Združeno kraljestvo
7. Avstrija
8. Nizozemska
9. Francija